# Paul Williams (voetballer, 1971)
Paul Darren Williams (Burton upon Trent, 26 maart 1971) is een Engels voormalig betaald voetballer met Afrikaanse roots, die bij voorkeur als centrale verdediger speelde. Williams was met Coventry City en Southampton actief in de Premier League.

## Clubcarrière

### Derby County
Williams groeide op in Derby en begon zijn loopbaan daarom bij Derby County. Hij speelde 160 competitiewedstrijden in het eerste van Derby County.

### Coventry City
In augustus 1995 transfereerde Williams voor een bedrag van £ 750.000,- naar Premier League-club Coventry City, waar Ron Atkinson op dat moment de coach was. Hij groeide bij The Sky Blues – eerst onder Atkinson en uiteindelijk onder Gordon Strachan – uit tot een sterkhouder in de achterhoede, maar de centrale verdediger kon niet verhinderen dat de club steeds tegen degradatie moest strijden. Zijn alternatieve positie was defensieve middenvelder. Na zijn eerste seizoen werd hij door de fans van Coventry City verkozen tot speler van het jaar. In mei 2001 degradeerde hij met Coventry City naar de First Division (sinds 2004 de Championship).

### Southampton
Williams bleef net als Paul Telfer in de Premier League spelen, daar hij en Telfer werden overgenomen door Southampton. Beide clubs gingen in oktober 2001 akkoord met een constructie waarbij Williams een week op huurbasis voor The Saints uitkwam, waarna hij permanent overkwam. Bij Southampton werd Williams herenigd met zijn oude Coventry City-coach Gordon Strachan. In het voorjaar van 2003 bereikte hij met Southampton de finale van de FA Cup. Southampton verloor van Arsenal met 1–0. Robert Pirès scoorde. Williams zat de hele wedstrijd op de bank, want Claus Lundekvam en Michael Svensson speelden de hele wedstrijd.
In zijn eerste seizoen was hij basisspeler, daarna verdween hij uit de basiself.

### Latere carrière
Williams zette zijn carrière verder bij tweedeklasser Stoke City. Na twee seizoenen bij Stoke City beëindigde Williams zijn loopbaan in de Verenigde Staten. Hij speelde er vijf wedstrijden voor Richmond Kickers.

## Trainerscarrière
Na zijn spelerscarrière werd Williams actief als trainer/manager. Voornamelijk vervulde Williams daarbij een rol als assistent of interim/caretaker. Najaar 2016 was hij interim-manager van het beloftenelftal van het Engels voetbalelftal: Engeland U20.